# Халіль Аллаві
Халіль Мохаммед Аллаві (араб. خليل محمد علاوي; нар. 6 вересня 1958, Ірак) — іракський футболіст, виступав на позиції захисника.

## Клубна кар'єра
Почав футбольну кар'єру у 1976 році в клубі «Аль-Амана». У 1978-1984 був гравцем клубу «АльКува», наступним клубом став «Ар-Рашид». У 1987 році підсилив «Аш-Шорту», а через рік став гравцем клубу «Аль-Кува». Сезон 1990/91 років провів у «Аль-Карх». З 1991 по 1995 рік виступав у клубі «Аль-Хутут», у футболці якого й завершив кар'єру професіонального футболіста.

## Кар'єра в збірній
Вперше одягнув футболку національної збірної Іраку в 1981 році. Учасник Олімпійських ігор 1984 року, на якій зіграв 3 поєдинки. У 1986 році був викликаний тренером Еварісто де Маседо для участі в Чемпіонаті світу 1986 року, де команда Іраку вилетіла за підсумками групового етапу. На цьому турнірі зіграв у трьох матчах, проти збірних Парагваю, Бельгії та Мексики.

## Титули і досягнення
- Переможець Азійських ігор: 1982
- Переможець Панарабських ігор: 1985